# Kodjo Akolor

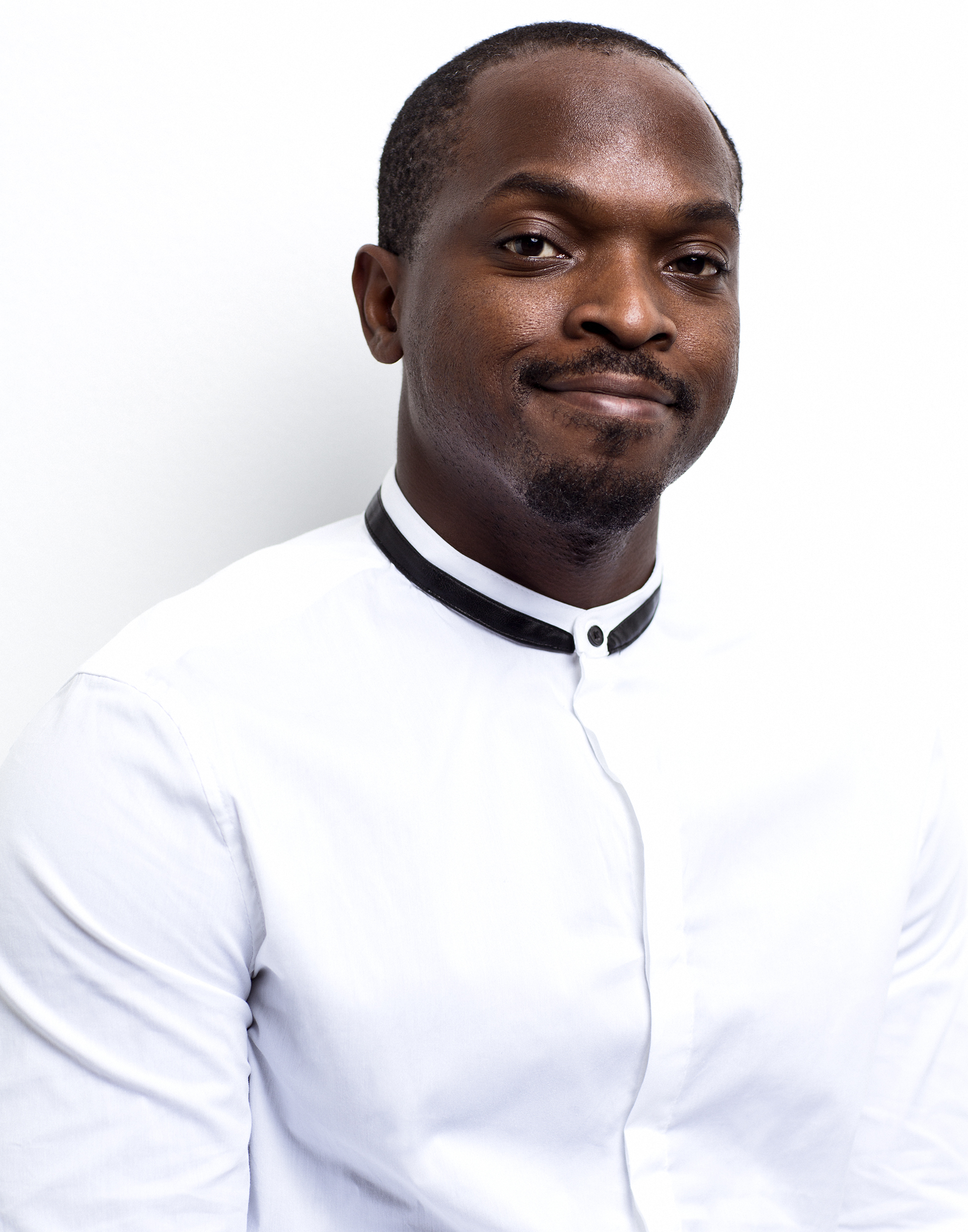
Kodjo Akolor 2014

Kodjo Akolor (* 15. Juni 1981 in Vallentuna) ist ein schwedischer Komiker und Moderator.

## Leben
Kodjo Akolor sagt selbst, dass seine Familie die einzige schwarze Familie in Vallentuna war, wo er aufgewachsen ist. Erst später traf er weitere Menschen mit demselben Hintergrund. Er hat einen Universitätsabschluss in Wirtschaft von der Hochschule Södertörn und sagt, dass die Geschichte des Mittelalters zu seinen Hobbys gehört.

## Karriere
Er startete als Komiker im Jahre 2005 und war nach zwei Jahren ein regelmäßiger Gast in der Radiosendung The Voice. 2008 wurde er Reporter für die Fernsehsendung Vakna med the voice. Ebenfalls moderierte er die Fernsehsendung Kodjos värld, wo er Humor und Musik-Videos mischte.
Seit 2008 war er regelmäßig einer der drei Moderatoren der beliebten Radio-Sendung Morgonpasset. Auf Kanal 5 ist er regelmäßig zu sehen im Raw Comedy Club und in der Sendung Parlamentet.
Im Sommer 2010 war Akolor einer der Moderatoren des größten Fan Event zur Twilight Saga in Skandinavien.
Im Frühling 2012 war er Co-Moderator einer Diskussions-Sendung zu Game of Thrones.
Im Jahre 2014 wurde er bei den Swedish Radio Awards zum Besten Männlichen Moderator gewählt. 
2019 moderierte er zusammen mit Eric Saade, Sarah Dawn Finer und Marika Carlsson das Melodifestivalen 2019.